# Tlenki żelaza

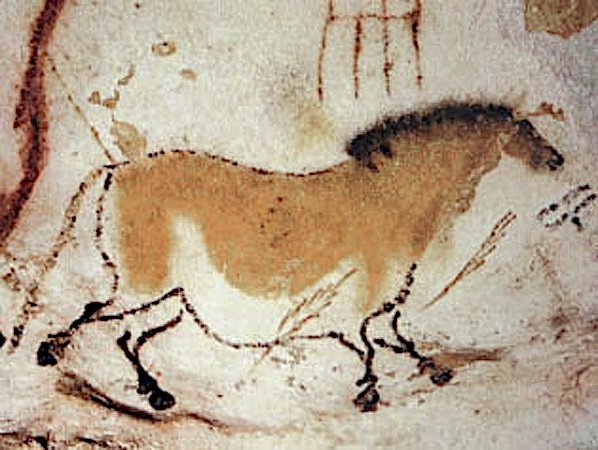
Prehistoryczny rysunek konia w jaskini Lascaux, zrobiony z użyciem miejscowych pigmentów: czerwonych i żółtych ochr.

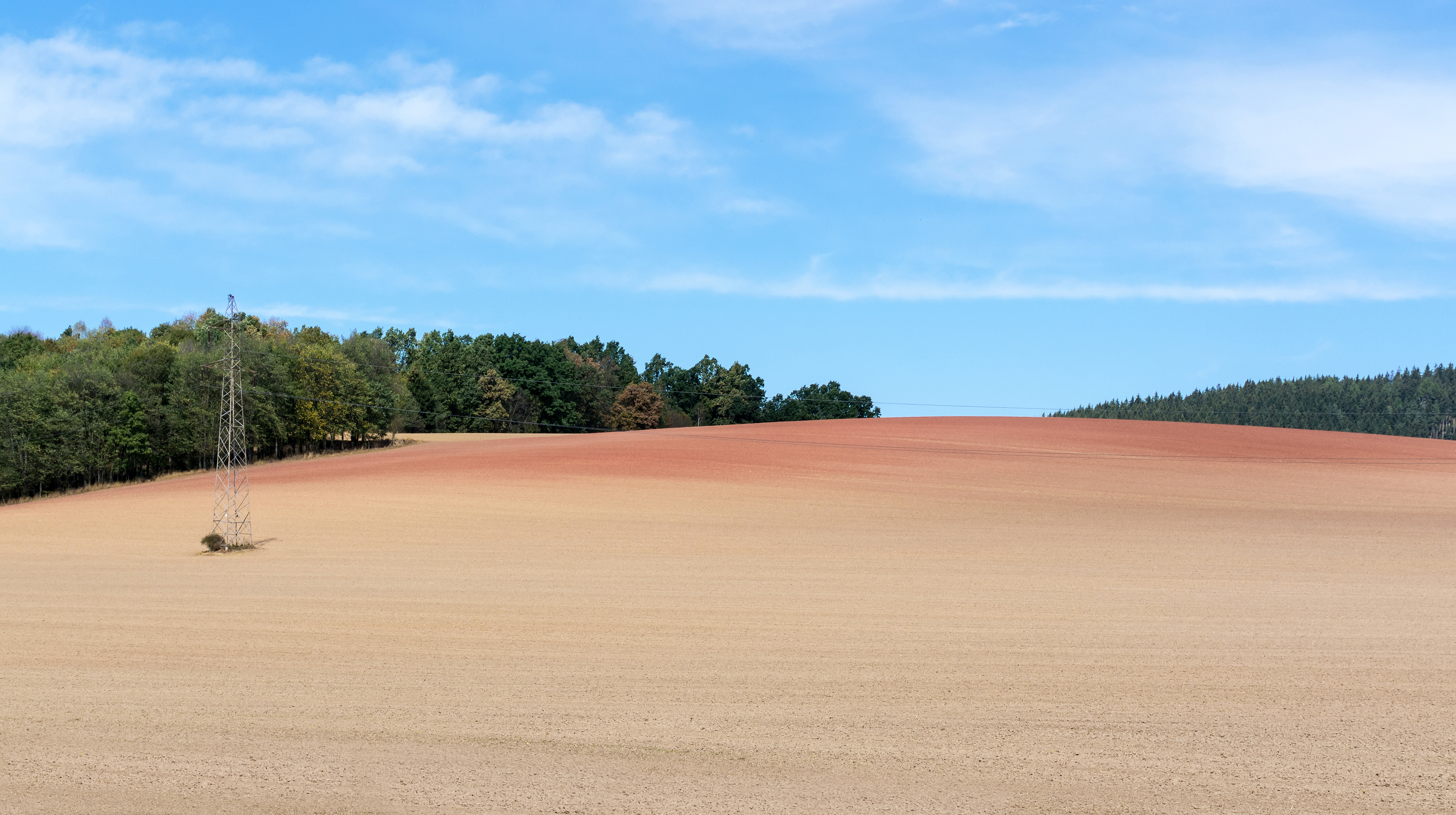
Gleba zabarwiona na czerwono tlenkami żelaza

Jest znanych 16 tlenków, wodorotlenków i hydroksytlenków (uwodnionych tlenków) żelaza.

## Tlenki
- Tlenek żelaza(II) (FeO)
- Tlenek żelaza(II) diżelaza(III) (FeO·Fe
2O
3 lub Fe
3O
4) – magnetyt (można go otrzymać w formie tzw. „przezroczystego brązowego tlenku żelaza” przez wytrącenie alkaliami osadu z roztworu soli żelaza(II) i utlenienie powietrzem 2/3 atomów żelaza(II); pigment ten nie ma znaczenia praktycznego[2])
- Tlenek żelaza(III)
  - α-Fe2O3  – hematyt (można go otrzymać przez prażenie żółtego hydroksytlenku α-FeOOH jako tzw. „przezroczysty czerwony tlenek żelaza”; stosowany jako pigment (C.I. 77 491)[2]
  - β-Fe2O3
  - γ-Fe2O3 – maghemit(inne języki)
  - ε-Fe2O3

## Wodorotlenki
- Wodorotlenek żelaza(II) (Fe(OH)2)
- Wodorotlenek żelaza(III) (Fe(OH)3)

## Hydroksytlenki

### FeIII
- α-FeOOH – goethyt (można go otrzymać przez utlenienie powietrzem Fe(OH)2; stosowany jest jako żółty pigment, tzw. „przezroczysty żółty tlenek żelaza”, CAS 51274-00-1, C.I. 77 492[2])
- β-FeOOH
- γ-FeOOH – lepidokrokit
- δ-FeOOH
- Fe5HO8·4H2O (w przybliżeniu)
- wysokociśnieniowy FeOOH

### FeII+FeIII
- fougeryt („zielona rdza”; FeIIIxFeIIy(OH)3x+2y−z(A−)z; gdzie A− to Cl− lub 0,5SO42−)